# 卡迪里
卡迪里（Kadiri），是印度安得拉邦Anantapur县的一个城镇。总人口76261（2001年）。

## 人口
该地2001年总人口76261人，其中男性38465人，女性37796人；0—6岁人口9196人，其中男4605人，女4591人；识字率56.69%，其中男性为66.92%，女性为46.28%。